# Вільфрід Йоркський
Вільфрід Йоркський (англ. Wilfrid; 633/634, Нортумбрія — бл. 709, Ріпон) — англосаконський середньовічний церковний діяч, місіонер, католицький святий.

## Життєпис

### Навчання
Походив зі знатного роду з Дейри (частина Нортумбрії). Народився у 633 або 634 році. У віці 14 років внаслідок конфлікту з мачухою пішов з дому. Набув підтримки з боку королеви Енфледи, дружини Освіу, володаря Нортумбрії. 648 року Вільфріда була відправлено вчитися до монастиря на Ліндісфарні, під опіку Кудди. Після навчання у 652 році перебирається до Кентерберрі, де здобув підтримку кентського двору, родичів королеви Енфледи. Тут Вільфрід пробув близько 1 року.
У 653 році відправляється до Риму, де планував продовжити навчання. Був в почті абата Бенедикта Єпископа. Залишив останнього в Ліоні, де опинився у почті Аннемунда, архієпископа Ліонського. Останній мав намір оженити Вільфріда зі своєю небогою, проте Вільфрід відмовився. тут він ознайомився з франкською церковною практикою. Згодом самостійно продовжив подорож до Риму. Тут стає ченцем, знайомиться з римською церковною практикою, математичним вирахуванням Великодня. У 658 році повертається до Нортумбрії.

### Церковна кар'єра
У 661 році призначено королем Ельфрітом абатом монастиря Ріпон. Вільфрід вигнав колишнього абата еата, оскільки той впроваджував ірландські чернечі традиції. Після цього перебудував монастирське життя за римськими правилами (Св. Бенедикта). Це сталося до 664 року, ставши першим подібним монастирем в Британії. Вслід за цим висвячено на священника Агілбертом, єпископом Дорчестера.
У 664 році призначено єпископом Йорку. Вважаючи кельтських єпископів схизматиками, Вільфрід відправився до Компьеня, де був висвячений в єпископи 12 франкськими єпископами. Вільфрід прагнув затвердити римські звичаї і папський вплив в Англійській церкві. Разом з королем Ельфрітом організував синод в абатстві Вітбі, на якому розглядався подальший розвиток християнства в Нортумбрії. Завдяки Ельфріту на синоді перемогли прихильники єпископа Вільфріда.
У 678 році сталася сварка з новим королем Егфрітом. Король прогнав єпископа з Нортумбрії, ймовірно, за відмову виконати рішення Хертфордського собору (за ініціативи Теодора Тарсійського) про розподіл Йоркської діоцезії на 4 частини. Вільфрід поїхав шукати справедливості до Риму.
Вільфрід дізнався, що його супротивники мають намір його вбити, тому обрав шляху через королівство Фризію. Вільфріда гарно прийняв король Альдгісл, тому чернець вирішив залишитися тут і проповідувати християнство. На користь нього в очах фризів-поган відіграла серйозну роль та обставина, що прибуття Вільфріда збіглося з небувалим виловом риби. Той рік, взагалі, видався надзвичайно врожайним, і це стосувалося всіх видів продукції. Все це вони приписали славу Бога, про якого проповідував Вільфрід Йоркський. Проповідь його була прийнята, і до літа 679 року він хрестив всю, за кількома винятками, верхівку фризів, і декілька тисяч звичайних фризів. В свою чергу Еброїн, майордом Нейстрії, звернувся до Альгісла з пропозицією за бушель золота видати йому Вільфріда живим або мертвим. Втім фризький король відмовився. Слідом за цим Вільфрід продовжив свій шлях до Риму.
У Римі його було виправданий папою римським Агафоном, який відновив Вільфріда на Йоркський кафедрі. Після свого повернення на батьківщину у 680 році не був допущений до Йорку. Тому перебрався до Сассексу, де проповідував до 686 року. 681 року заснував абатство Селсей. Успіху християнізації Сассексу за легендою Вільфрід завдячує диву: тривалий час тут не було дощу, але як тільки прибув місіонер й став проповідувати, задощило. Вільфрід допомагав Еркенвальду, єпископу Лондонському, в розбудові церкви в Сассаксу. 685 року після захоплення Сассексу королем Кедваллою, володарем Вессексу, Вільфрід стає радником останнього. У 686 році хрестив мешканців острова Вайт після  захоплення його Кедваллою.
У 686 році замирився з Теодором Тарсійським, архієпископом Кентерберійським. У 686 році повернувся до Нортумбрії з приписом від папи римського Івана V відновити Вільфріда на кафедрі в Йорку. Король Елдфріт відмовився підкоритися, поставивши за єпископа Бозу. Втім у 687 році все ж зумів відновитися, але втратив владу над єпархіями Хексема і Ліндесфарна. У 691 року внаслідок конфлікту з королем Вільфрід був змушений шукати притулку в Мерсії. У 692 році знову рушив до Риму, шукати допомогу проти правителя Нортумбрії.
692 року призначено єпископом лестера. Водночас у Римі отримав виправдання своїм діям, проте вже не зміг посісти Йоркську кафедру. У 703 році собор в Остерфілді наказав Вільфріду залишити єпископську кафедру. Цього разу, незважаючи на рішення Риму на його користь, коли в 705 році він був втретє відновлений у званні єпископа Йоркського, Вільфрід у результаті погодився з думкою собору і прийняв сан єпископа Хексемського. Під час єпископства Вільфріда в його єпархії збільшилася кількість монастирів, було побудовано безліч чудових соборів. Єпископ Вільфрід особисто керував зведенням цих будинків. Останні роки життя Вільфрід провів у Ріпонському монастирі, де помер близько 709 року.